# Hostra Hora

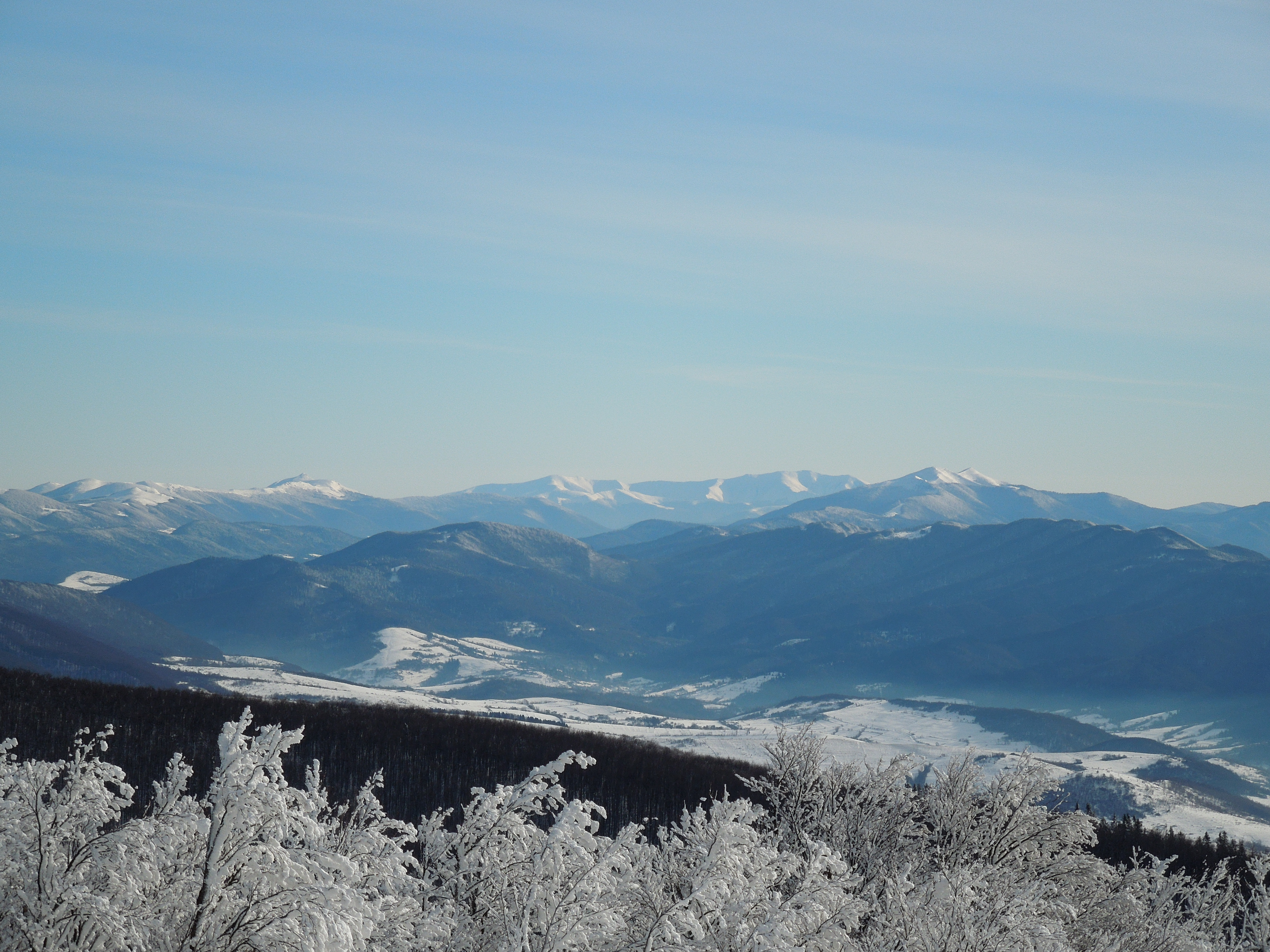
Widok z Kamiennej w kierunku południowo-wschodnim, Hostra Hora z prawej strony zdjęcia, w tle Borżawa

Hostra Hora (ukr. Гостра Гора) – szczyt w paśmie Beskidów Połonińskich na Ukrainie, znajduje się w
odległości 18 km od granicy z Polską. Ze szczytu rozciąga się panorama na Bieszczady, Połoninę Borżawą oraz Gorgany.

## Topografia
Szczyt jest dwuwierzchołkowy, jego wyższy wierzchołek - północny - ma wysokość 1405 m n.p.m., natomiast wierzchołek
południowy 1404 m n.p.m., oddziela je przełęcz o wysokości około 1340 metrów. Dodatkowo w paśmie możemy wyróżnić także szczyty Łysyna (1153 m n.p.m.) oraz Menczył (1328 m n.p.m.).
Pasmo pokryte jest połoniną, poniżej 1200 metrów stoki porastają lasy. Od sąsiedniej Połoniny Równej na południowym zachodzie oddziela ją przełęcz o wysokości 971 m n.p.m., z zachodnich stoków wypływa rzeka Lutanka. Masyw Hostrej Hory oddzielony jest na północnym wschodzie od Starostynej (masyw Pikuja) przełęczą o wysokości 895 m n.p.m.

## Turystyka
Na szczyt nie prowadzą żadne znakowane szlaki turystyczne, jednak można tutaj dojść 
wieloma ścieżkami, głównie od północy z Luty lub ze wschodu z Perechresnego i Paszkiwców.